# YNL
YNL(1992년 12월 23일 ~)은 미국의 가수다. 2016년 디지털 싱글 앨범 [20/20 (Vision)]으로 데뷔했다. 이전 예명은 네스(ness)였다.

## 방송
- 쇼미더머니6 (2017) - Top16
- 쇼미더머니777 (2018)

## 공연
- 네스 BITTER & SWEET NIGHT 클럽공연 (2018)